# 八巻孝夫
八巻 孝夫（やまき たかお、1948年 - ）は、日本の城郭研究者、郷土史家。中世城郭研究会の代表・幹事。元小学館編集長。
1948年埼玉県蕨市に生まれる。1970年に早稲田大学法学部を卒業。1991年ごろの休日には城郭の遺構の調査をしていて、家にいなかった。

## 中世城郭研究会の運営
八巻は、1971年に創立した中世城郭研究会の初期から個性が強い会員をうまくまとめて運営をし続けている。八巻が初参加したのは、1974年（昭和49年）11月19日の小山城での例会だった。それ以降、会長を置かない中世城郭研究会の実質的な代表 となっている。

## 会誌『中世城郭研究』の発行
八巻は、中世城郭研究会の会誌『中世城郭研究』を1987年の創刊号から編集し続けている。出版社に勤務していた八巻が割付などを細かく指示している。『中世城郭研究』は毎年1号ずつ発行し、2024年には第38号が発行された。

## 全国城郭研究者セミナーの開催
八巻は、全国で初めて城郭研究者たちが発表し合う場（セミナー）を、1981年（昭和56年）ごろに企画している。全国城郭研究者セミナーの第1回は1984年に開催され、その後年1回ずつ開催されている。2024年には第40回が開催された（参加者224名）。
八巻は、全国城郭研究者セミナーの開催にあたって、理念を定めている。それは、2003年の第20回開催初頭に壇上で発表された。

## 倭城の研究
八巻は、中世城郭研究会の主要メンバーとして1975年に「倭城址研究会」を設立し、韓国の釜山周辺の沿岸にある倭城を調査して、1979年に『倭城 I』を発行した。ほとんど（20以上）の倭城を調査しており、倭城研究の先鞭を付けた良書であるといわれている。発行は、城郭談話会による『倭城の研究』 の20年前だった。

## 編集実務
八巻は、小学館『日本名城百選』（2008年）を企画・編集した。当時は、小学館 の雑誌編集長だった。
八巻は『日本名城百選』を企画するにあたって「城といえば天守だけに注目が集まりがちだが、本来は防衛機能をもつ軍事施設であり、堀、土塁、石垣、櫓などを含む総合体のこと。見るべきポイントを示せば面白さも増す」と考えたと語っている。

## 保存運動
八巻は、ふるさと創生事業が盛んだった1991年、全国的に流行した築城ブームに苦虫をかみつぶしている。「中世の城郭は砦みたいなもので、白壁の天守閣なんかありはしない」と切り捨てている。中世の城跡に近世様式の天守閣を備えた城を建てることが我慢できるはずもなく、綾城についても「あれは畿内風の城。当時、日向に伝わっていやしない」と批判した。さらに、「もっと問題があるんです。城の遺構というのは、城館のあと、堀、土塁などをひっくるめたものです。ところが、最近の城造りは遺構をズタズタに破壊してしまう。森や林も切り倒す。遺構と自然の破壊をやっているんです」と警鐘を鳴らしている。

## 講演と見学会
八巻は、1991年の段階ですでに中世の城の見学会をするという「社会貢献」を企図している。それは中世城郭研究会の「城郭見学会」として2015年に実現された。
それ以外にも、教育委員会その他の要請によって、講演会の講師や見学会の解説員を担当している。
- 1989年11月19日 - 「鷲城跡の保存を進める会」（峰岸純夫会長）主催の「歴史探訪 : 鷲城跡」で、祇園城（小山城）を見学した後、鷲城を案内した[23]。
- 1993年5月23日 - シンポジウム「小山の自然と文化 : 中久喜城跡の保存を考える」において、「中久喜城の遺構と保存」と題して小山市中央公民館で講演し、中世城郭の特徴や中久喜城の歴史などを解説して、保存の必要性を訴えた[24]。
- 1999年3月21日 - 都城市教育委員会文化課が行った、都之城跡見学会「中世城へのタイムトリップ」の解説を担当した[4]。
- 1999年10月23日 - 都城歴史資料館が行った特別企画展「都城と島津氏 : 都城の歴史と都城島津家のあゆみ」の一環である「史跡巡り」第1回を担当した[5]。

## 著書
- 八巻孝夫 ほか『図説中世城郭事典』 1, 3、新人物往来社、1987年。ISBN 4-404-01425-2。
- 八巻孝夫 著、鷲城・祇園城跡の保存を考える会 編『鷲城・祇園城・中久喜城 : 小山の中世城郭』 2巻、随想舎〈ずいそうしゃ新書〉、1995年。

### 編集
- 倭城址研究会 編『倭城 I : 文禄慶長の役における日本軍築城遺跡』倭城址研究会、1979年。
- 児玉幸多 監修、あおむら純 まんが『学習まんが　少年少女日本の歴史』小学館、1981-1983。 - シリーズ発行2000万部をこえる学習漫画の金字塔[25]。
- 八巻孝夫（編）『中世城郭研究』、中世城郭研究会、1987–、ISSN 0914-3203。[注 1]
- 八巻孝夫（編）『縄張図とともに』中世城郭研究会20周年記念誌、中世城郭研究 別冊、中世城郭研究会、1991年。
- 村田修三 監修、八巻孝夫 編『日本名城百選』小学館、2008年。ISBN 978-4096815649。
- 本田昇 著、八巻孝夫 編『全国城郭縄張図集成 : 阿波を中心とした中世城郭研究論集』岩田書院、2015年。ISBN 978-4872949223。

## 論文
- 八巻孝夫「中世城館研究への提言 : 新しい地方史をめざして（問題提記）」『地方史研究』第36巻第4号、1986年8月、94-99頁。
- 八巻孝夫 著「縄張り研究からみた中世の城破り : 東日本を中心に」、藤木久志、伊藤正義 編『城破りの考古学』吉川弘文館、2001年、239-267頁。ISBN 4642077774。

### 『中世城郭研究』掲載論考
中世城郭研究会の会誌『中世城郭研究』(ISSN 0914-3203) には、八巻の執筆した論考が毎号少なくとも1篇は掲載されている。
- 八巻孝夫「戦国末期に現われる防御専用の小曲輪」『中世城郭研究』第1号、1987年。
- 八巻孝夫「武田氏の遠江侵略と大井川城塞群」『中世城郭研究』第2号、1988年。
- 八巻孝夫「馬出を考える」『中世城郭研究』第3号、1989年。
- 八巻孝夫「関東における織豊系の陣城」『中世城郭研究』第3号、1989年。
- 八巻孝夫「南九州の畝状空堀群の城」『中世城郭研究』第3号、1989年。
- 八巻孝夫「後北条氏領国の馬出」『中世城郭研究』第4号、1990年。
- 八巻孝夫「北海道の館」『中世城郭研究』第5号、1991年。
- 八巻孝夫「織豊系転封大名の本拠」『中世城郭研究』第6号、1992年。
- 八巻孝夫「北条氏照の城郭」『中世城郭研究』第7号、1993年。
- 八巻孝夫「縄張研究から見た中世城郭の保存と活用」『中世城郭研究』第8号、1994年。
- 八巻孝夫「近世城郭の保存と活用」『中世城郭研究』第9号、1995年。
- 八巻孝夫「明治から敗戦までの城郭研究の流れについて」『中世城郭研究』第10号、1996年。
- 八巻孝夫「敗戦から昭和三〇年代にかけての城郭研究の流れについて」『中世城郭研究』第11号、1997年。
- 八巻孝夫「昭和四〇年代の城郭研究の流れについて（上）」『中世城郭研究』第12号、1998年。
- 八巻孝夫「昭和四〇年代の城郭研究の流れについて（中）」『中世城郭研究』第13号、1999年。
- 八巻孝夫「昭和四〇年代の城郭研究の流れについて（３）」『中世城郭研究』第14号、2000年。
- 八巻孝夫「昭和四〇年代の城郭研究の流れについて（特別編）」『中世城郭研究』第15号、2001年。
- 八巻孝夫「昭和四〇年代の城郭研究の流れについて（４）」『中世城郭研究』第16号、2002年。
- 八巻孝夫「昭和四〇年代の城郭研究の流れについて（五）」『中世城郭研究』第17号、2003年。
- 八巻孝夫「上総大多喜城の変遷について : 縄張調査と古絵図の検討から」『中世城郭研究』第18号、2004年。
- 八巻孝夫「梶山城と庄内合戦」『中世城郭研究』第19号、2005年。
- 八巻孝夫「竹貫城とその周辺の城館群（上）」『中世城郭研究』第20号、2006年。
- 八巻孝夫「竹貫城とその周辺の城館群（中）」『中世城郭研究』第21号、2007年。
- 八巻孝夫「竹貫城とその周辺の城館群（下）」『中世城郭研究』第22号、2008年。
- 八巻孝夫「新発見の高松城天守のイラスト」『中世城郭研究』第22号、2008年。
- 八巻孝夫「豊島氏の城郭についての覚書」『中世城郭研究』第23号、2009年。
- 八巻孝夫「江古田原合戦新考」『中世城郭研究』第24号、2010年。
- 八巻孝夫「練馬城の研究史と遺構の活用・変遷」『中世城郭研究』第25号、2011年。
- 八巻孝夫「石神井城の五〇〇年 : その遺構の保存・利用と研究史」『中世城郭研究』第26号、2012年。
- 八巻孝夫「日向国・宮崎城の基礎研究」『中世城郭研究』第27号、2013年。
- 八巻孝夫「世田谷城 : その研究史と城跡利用について」『中世城郭研究』第28号、2014年。
- 八巻孝夫「守谷城」『中世城郭研究』第28号、2014年。
- 八巻孝夫「額田城」『中世城郭研究』第28号、2014年。
- 八巻孝夫「衣笠城とは何か（上） : その研究史及び遺構の考察と実像」『中世城郭研究』第29号、2015年。
- 八巻孝夫「衣笠城とは何か（下） : その研究史及び遺構の考察と実像」『中世城郭研究』第30号、2016年。
- 八巻孝夫「箱館戦争の台場 : 道南・東部と函館周辺の野戦築城を中心に」『中世城郭研究』第31号、2017年。
- 八巻孝夫「箱館戦争に於ける矢不来台場と富川の塁の考察 : 旧幕府軍の茂辺地・矢不来・富川の防衛ライン」『中世城郭研究』第32号、2018年。
- 八巻孝夫「小机城の考察（上）: 縄張の研究史及び城の歴史と構造を考える」『中世城郭研究』第33号、2019年。
- 八巻孝夫「小机城の考察（下）: 縄張の研究史及び城の歴史と構造を考える」『中世城郭研究』第34号、2020年。
- 八巻孝夫「練馬城（東京都）の過去・現在・未来 : 練馬城の未来像を考える」『中世城郭研究』第35号、2021年。
- 八巻孝夫「八王子城出土の「土製撒菱」を考える : 忘れられた城郭防御武器について」『中世城郭研究』第36号、2022年。
- 八巻孝夫「越後・坂戸城の考察（上） : 縄張図を中心とした研究史・城の歴史と構造」『中世城郭研究』第37号、2023年。
- 八巻孝夫「越後・坂戸城の考察（下） : 縄張図を中心とした研究史・城の歴史と構造」『中世城郭研究』第38号、2024年。

### 寄稿
- 八巻孝夫「後北条氏末期の外郭ライン：牛久城を例に」『帝京大学山梨文化財研究所報』第5号〈城郭研究特集号〉、研究ノート、1988年8月1日、11-13頁。
- 八巻孝夫「全国城郭研究者セミナーの理念と20年の歩み」『中世城郭研究』第18号、2004年、276頁。
- 八巻孝夫「城談会対中城研十番勝負 : 城談会・中城研比較論序説」『城郭研究の軌跡と展望』Ⅱ、城郭談話会20周年記念誌、城郭談話会、2004年。

### 注
1. 1 2  各号の奥付に「編集人 八巻孝夫」と記載されている。
2. ↑  各論考のタイトルは、中世城郭研究会ウェブサイトの刊行物案内に掲載されている。